# Agua Calabaza
Agua Calabaza är en ort i Mexiko.   Den ligger i kommunen San José Tenango och delstaten Oaxaca, i den sydöstra delen av landet, 290 km sydost om huvudstaden Mexico City. Agua Calabaza ligger 609 meter över havet och antalet invånare är 126.
Terrängen runt Agua Calabaza är kuperad åt nordost, men åt sydväst är den bergig. Agua Calabaza ligger nere i en dal. Runt Agua Calabaza är det ganska tätbefolkat, med 86 invånare per kvadratkilometer. Närmaste större samhälle är Huautla de Jiménez, 14,5 km väster om Agua Calabaza. I omgivningarna runt Agua Calabaza växer i huvudsak städsegrön lövskog.